# Cycloramphidae
Cycloramphidae är en familj av groddjur som ingår i ordningen stjärtlösa groddjur (Anura). Enligt Catalogue of Life omfattar familjen Cycloramphidae 102 arter. 
Släkten enligt Catalogue of Life:
- Alsodes
- Crossodactylodes
- Cycloramphus
- Eupsophus
- Hylorina
- Insuetophrynus
- Limnomedusa
- Macrogenioglottus
- Odontophrynus
- Proceratophrys
- Rhinoderma
- Rupirana
- Thoropa
- Zachaenus

Amphibian Species of the World listar bara släktena Cycloramphus, Thoropa och Zachaenus i familjen. Arter som tillhör dessa tre släkten förekommer i södra Brasilien.
Enligt Vitt & Caldvell (2013) som listar flera av de ovan nämnda släkten till familjen sträcker sig utbredningsområdet från södra Amazonområdet till Argentinas och östra Chiles tempererade regioner. Hos de flesta familjemedlemmar läggs äggen i vattnet och där sker grodynglens utveckling. Ett undantag är släktet Rhinoderma. Grodynglen av släktets två arter mognar i ett säckformigt organ vid hanens luftstrupe.